# کیومرث خرمی
کیومرث خرمی (زاده ملایر - درگذشته آذر ۱۳۹۴) از خلبانان و فرماندهان نیروی هوایی شاهنشاهی ایران بود.

## زندگی‌نامه
خرمی در طول خدمت خود در نیروی هوائی عهده‌دار فرماندهی پایگاه هوایی شاهرخی و فرمانده گردان دزفول بود. خرمی خلبان و معلم خلبان هواپیماهای اف ۸۶ و جنگنده بمب‌افکن‌های اف ۵ بود و فرماندهی عملیات هوایی را برعهده داشت. وی پس از وقوع انقلاب ۱۳۵۷ مجبور به ترک ایران شد و به همراه خانواده اش در لس آنجلس ساکن شد. سه سال پایانی عمرش را به علت ناراحتی کلیه و سکته بستری شد و سرانجام در در سن ۸۶ سالگی در لس آنجلس درگذشت. وی متأهل و صاحب یک پسر و یک دختر بود.